# Norberto Huezo
Pour les articles homonymes, voir Huezo.
José Norberto Huezo Montoya (né le 6 juin 1956 à San Salvador et mort le 5 mars 2025) est un joueur de football international salvadorien qui évoluait au poste de milieu de terrain, avant de devenir ensuite entraîneur. Il est considéré comme un des plus grands joueurs que le Salvador ait connu,.

## Biographie

### Carrière de joueur

#### Carrière en club
Norberto Huezo évolue au sein de quatre pays différents : au Salvador, en Espagne, au Costa Rica, et enfin au Guatemala.
Il remporte au cours de sa carrière trois titres de champion du Salvador, et un titre de champion du Costa Rica. Il atteint la finale de la Coupe des champions de la CONCACAF en 1981, en étant battu par le club surinamien du SV Transvaal.
Avec les clubs de Palencia et de Cartagena, il joue 83 matchs en deuxième division espagnole, inscrivant trois buts.

#### Carrière en sélection
Norberto Huezo reçoit 48 sélections en équipe du Salvador entre 1974 et 1987, inscrivant 8 buts.
Il joue huit matchs entrant dans le cadre des éliminatoires du mondial 1978, 12 comptant pour les éliminatoires du mondial 1982, et enfin 2 lors des éliminatoires du mondial 1986. Il inscrit quatre buts lors de ces éliminatoires.
Il figure dans le groupe des sélectionnés lors de la Coupe du monde de 1982. Lors du mondial organisé en Espagne, il joue les trois matchs disputés par son équipe. Il joue à cet effet contre la Hongrie, la Belgique, et l'Argentine. Il est capitaine de la sélection salvadorienne lors de cette Coupe du monde.

## Palmarès
| Atlético Marte - Championnat du Salvador (3) : - Champion : 1980, 1982 et 1985. - Coupe des champions de la CONCACAF : - Finaliste : 1981. |  | Herediano - Championnat du Costa Rica (1) : - Champion : 1986-87. - Vice-champion : 1987-88. |